# اللغة الجعزية
الجعزية (ግዕዝ وتلفظ ‎[ɡɨʕɨz]‏) هي لغة سامية جنوبية وتعرف أحياناً بالإثيوبية، وبعض الآراء على أن اللغة الجعزية تنحدر من اللغة الحميرية، ظهرت في ما يعرف اليوم بإثيوبيا وجنوب أريتريا ومنطقة القرن الأفريقي، ثم صارت اللغة الرسمية لمملكة أكسوم والقصر الإمبراطوري الإثيوبي. تكتب بالحروف الجعزية وهي ليست حروفاً بالمعنى المعروف لكلمة حرف ولكنها أقرب أن تكون مقاطع حيث يمثل كل (حرف) صوت ساكن مع حركة معينة.
اللغة الجعزية الأم لا تستخدم اليوم إلا في كنيسة التوحيد الأرثوذكسية الإثيوبية وكنيسة التوحيد الأرثوذكسية الإريترية. وفي الكنيسة الكاثوليكية الإثيوبية وأيضاً تستعملها المجتمعات اليهودية الإثيوبية. اللغة الجعزية هي المصدر الذي تفرعت منه معظم اللغات التي تعرف باسم اللغات السامية الإثيوبية أو الأفروسامية. خاصة اللغتين الأكبر الأمهرية والتغرينية باقي اللغات مثل لغة الغراجي واللغة التغرية وغيرها.